# Campeonato de Guipúzcoa de Bateles
El Campeonato de Guipúzcoa de Bateles es el campeonato que se celebra todos los años entre los bateles de los clubes de remo federados de Guipúzcoa y que organiza la Federación Guipuzcoana de Remo.

## Palmarés
| Año  |                         |                         |                    |
| ---- | ----------------------- | ----------------------- | ------------------ |
| 1970 | San Pedro               |                         |                    |
| 1971 | San Pedro               |                         |                    |
| 1972 | CD Yola (San Juan)      |                         |                    |
| 1973 | Beraun                  |                         |                    |
| 1974 | Michelin (Lasarte)      |                         |                    |
| 1975 | Emendek (Tolosa)        |                         |                    |
| 1976 | SR La Veleta (Tolosa)   |                         |                    |
| 1977 | SR La Veleta (Tolosa)   |                         |                    |
| 1978 | CA Koxtape (San Juan)   |                         |                    |
| 1979 | CA Koxtape (San Juan)   |                         |                    |
| 1980 | SR La Veleta (Tolosa)   |                         |                    |
| 1981 | Orio                    |                         |                    |
| 1982 | Getaria                 |                         |                    |
| 1983 | ?                       |                         |                    |
| 1984 | Zumaia                  |                         |                    |
| 1985 | Zumaia                  |                         |                    |
| 1986 | ?                       |                         |                    |
| 1987 | Zumaia                  |                         |                    |
| 1988 | ?                       |                         |                    |
| 1989 | Deba                    |                         |                    |
| 1990 | Zarauz                  |                         |                    |
| 1991 | Orio                    |                         |                    |
| 1992 | Donibaneko              |                         |                    |
| 1993 | Donibaneko              |                         |                    |
| 1994 | Orio                    |                         |                    |
| 1995 | Orio                    |                         |                    |
| 1996 | Orio                    |                         |                    |
| 1997 | Orio                    |                         |                    |
| 1998 | Trintxerpe              |                         |                    |
| 1999 | Donostia Arraun Lagunak |                         |                    |
| 2000 | Donostia Arraun Lagunak |                         |                    |
| 2001 | San Juan                |                         |                    |
| 2002 | Trintxerpe              |                         |                    |
| 2003 | San Juan                |                         |                    |
| 2004 | San Juan                |                         |                    |
| 2005 | Orio                    |                         |                    |
| 2006 | Zumaya                  | Donostia Arraun Lagunak | Zarauz             |
| 2007 | Orio                    | Zarauz                  | Itxaspe (San Juan) |
| 2008 | Zarauz                  | Orio                    | Koxtape            |
| 2009 | Zarauz                  | Zumaya                  | Fortuna            |
| 2010 | San Pedro               | Zumaya                  | San Juan           |
| 2011 | San Juan                | San Pedro               | Fuenterrabía       |
| 2012 | San Pedro               | Orio                    | Illunbe            |
| 2013 | San Juan                | Illunbe                 | Orio               |
| 2014 | Orio                    | San Juan                | Guetaria           |
| 2015 | Orio                    | San Juan                | Guetaria           |
| 2016 | San Juan                | Guetaria                | Zarauz             |
| 2017 | Orio                    | San Juan                | Donostiarra        |
| 2018 | Donostiarra             | San Juan                | Orio               |
| 2019 | Donostiarra             | Zarauz                  | Orio               |